# Migdolus brachypterus
Migdolus brachypterus es una especie de escarabajo del género Migdolus, familia Cerambycidae. Fue descrita por Lane en 1972. Habita en Brasil.